# 애기붉은쥐
애기붉은쥐(학명: Apodemus argenteus)는 붉은쥐의 일종이다. 일본에서만 발견된다.

## 특징
꼬리 길이 74~101mm를 제외한 몸길이가 75~94mm인 작은 설치류로 발 길이는 18~21mm, 귀 길이는 12.5~16mm이다. 몸무게는 최대 15.2g이다.

## 생태
준 수상성 동물이다.

## 분포 및 서식지
일본에 널리 분포한다. 해발 2,500m 이하 저지대와 산지림의 식물이 울창한 성숙림에서 서식한다.

## 아종
3종의 아종이 알려져 있다.
- A. a. argenteus - 홋카이도, 혼슈, 규슈, 시코쿠, 고토 열도 후쿠에시와 나카도리, 아와지섬, 야쿠섬, 다네가섬, 긴카산섬, 아와시마섬, 사도가섬, 쇼도섬, 이쓰쿠시마섬
- A. a. celatus (Thomas, 1906) - 오키 제도의 도고섬과 니시노시마섬
- A. a. sagax (Thomas , 1908) - 쓰시마섬